# 全赤
全赤（ぜんあか）（英: all red）とは、交通信号機において信号機の状態変化の直後に全方向の信号機が赤になることを言う。
進行方向の信号が変わった後に交差点内に進入している車両を交差点の外へ流出させ、交差点内での事故を防ぐことが目的である。
日本では、1970年代に神奈川県警が初めて導入した。全赤となる時間は、一方の道路の停止線から交差する他方の道路までの距離から算出され、2秒から4秒程度に設定されることが多い。 全赤の導入により交差点での事故が減ったものの、黄信号で停止しない車両や青信号になる前にフライング発車する車両が増えたとの指摘もある。